# Építőanyag
Az építőanyag az építmények szerkezetébe beépíthető, kivitelezés, karbantartás vagy felújítás során, tartós vagy ideiglenes jelleggel használható anyag.

## Felosztásuk
Eredetük szerint:
- természetes vagy mesterséges
- szervetlen vagy szerves

Fizikai tulajdonságuk szerint:
- folyékony vagy szilárd (tömör, lyukacsos, porózus)
- kemény, lágy
- vízálló, vízhatlan, vízveszélyes
- tűzálló, éghető
- fagyálló, fagyveszélyes
- szigetelő, vezető
- homogén, inhomogén

Mechanikai tulajdonságuk szerint:
- rugalmas, képlékeny
- szívós, rideg
- izotróp, anizotróp

## Példák
Természetes építőanyagok:
- homokkő, mészkő, gránit, pala, márvány, riolit, bazalt és mások

Mesterséges építőanyagok:
- könnyűbeton, nehézbeton, pórusbeton, vályog, üveg, műanyagok, acélötvözetek, alumínium, egyéb

Kötőanyag:
- anhidrit, építési mész, alabástrom, cement, kőművescement, bitumen

Természetes és mesterséges adalékanyagok ( habarcsban és betonban)
- homok, kavics, salak, habkő, egyéb

Habarcs:
- cementhabarcs, mészhabarcs, csemperagasztó, egyéb

Betonok:
- habbeton, kavicsbeton, vasbeton, szálbeton, pórusbeton stb.

Vas és acél:
- szerkezeti acél, vasbeton háló, öntöttvas

Nem vastartalmú fémek:
- alumínium, magnézium, ólom, ón, cink, réz

Faipari építőanyagok
- furnérozott rétegelt lemez, laminált fűrészáru, rétegelt lemez, OSB-lap, MDF-lap, lapos sajtolt deszka, multiplex deszka

Műanyagok (hőre lágyuló műanyagok):
- etilén-tetrafluoretilén (ETFE), polivinil-klorid (PVC), polietilén (PE), polipropilén (PP), polimetil-metakrilát (PMMA), polisztirol (PS), polivinil-acetát (PVAC) polikarbonát (PC), poliamid (PA), poliizobutilén (PIB), etilén–vinil-acetát (EVA)

Műanyagok (hőelemek):
- Fenol-formaldehid gyanta (bakelit, PF), UF gyanta, melamin- formaldehid gyanta (MF), telítetlen poliészter gyanta (UP), epoxigyanta (EP)

Műanyagok (elasztomerek):
- poliuretán (PUR), gumi, szilikonok, akril

Szigetelőanyagok:
- lenszálak, könnyű fagyapot, üvegszál, kenderrost, ásványgyapot, műanyaghab, parafa, kókuszrost, nemez, polisztirol, kalcium-szilikát lemez, duzzasztott perlit, bazaltgyapot

Üveg:
- üvegtömb, síküveg, préselt üveg

Aszfalt:
- hengerelt aszfalt, természetes aszfalt, egyéb

Kompozitok:
- gipszkarton, vasbeton, szálbeton, egyéb

Történelmi építőanyagok:
- agyag, fa, terméskő, tégla, mész

Elavult építőanyagok:
- torfit, szénkátrány

Egészségkárosító építőanyagok:
- azbeszt, ólom (ólommérgezés), szurok